# 若さでムンムン
『若さでムンムン』（わかさでムンムン）は、山田参助による日本の漫画作品。

## 概要
『さぶ』誌にて、1996年10月～1997年12月まで、隔月連載されたものが初出である。1998年5月に同人誌として、掲載分とおまけコーナー、清元一毅による特別寄稿を追加し発行。性描写などはそのままに大幅に加筆修正した上で、2004年に太田出版から全年齢対象で単行本化された。『マンガ・エロティクス2004』に掲載された、『十代の性典』も収録。

帯には雁須磨子、志村貴子が推薦コメントを寄せている。

## その他
若さでムンムンのタイトルは美山幸二の曲のタイトルから引用している。各話数のタイトルも歌謡曲などのタイトルから引用されており、単行本化にあたって変更されたものもあるが、すべてそれを踏まえたものになっている。

前述の通り大幅な加筆修正がなされており、本編は27ページ扉絵は3ページ分すべて描き直し、新規追加ページは3ページとなっている。新たに描き直したコマ数は18個、セリフやトーン修正コマ数は40個に及んでいる。描きおろしは表紙と口絵、扉絵の計4ページである。6話目はさぶ掲載分をうす墨で描いたため単行本化にあたってすべて描き直しされている。約7年間における本人の熟達ぶりもうかがえる内容になっている。

2008年に発行された西原理恵子著書のできるかなV3（角川文庫版）解説まんが「サイバラさん」ではこの加筆修正時のエピソードが語られている。

## 書誌情報
- 『若さでムンムン』太田出版、2004年9月、ISBN 4-87233-868-5